# Полешко (фильм)
Полешко — советская сатирическая короткометражная комедия 1930 года, первая самостоятельная режиссёрская работа Александра Медведкина. Фильм снят в жанре агитационного кинофельетона и высмеивает бесхозяйственность и неорганизованность в советском обществе конца 1920-х — начала 1930-х годов. Лента не сохранилась до наших дней.

## Сюжет
На узкой сельской дороге с грузовика падает небольшое полено (полешко). Никто не торопится его убрать, и оно становится причиной череды комических, но поучительных событий. Крестьянин на телеге пытается объехать полено, но опрокидывается. Затем двое возчиков с разных сторон дороги спорят, кто должен убрать препятствие, но не делают этого. Тем временем на заводе дорогая иностранная машина, купленная за золото, падает с ящика и застревает на проходе, создавая аналогичную ситуацию. Никто не принимает мер, а последствия халатности нарастают: повозки переворачиваются, люди получают травмы, производство встаёт.
В финале вместо того, чтобы устранить реальную проблему, виновниками объявляют курицу и свинью, случайно оказавшихся на месте событий. Их арестовывают как «вредителей». На экране появляется лозунг: «Позор беззубым мягкотелым примиренцам, отказавшимся от борьбы с непорядками…».

## Название
Название фильма связано с его главным символом — полешком (уменьшительно-ласкательной формой слова «полено»). Оно олицетворяет маленькую проблему, которая из-за халатности превращается в серьёзное препятствие. Сатирический подтекст намекает на народную мудрость: «маленькое полено перебило большое дело».

## Исторический контекст
Фильм снят в разгар первой пятилетки (1928—1932) и отражает кампанию против бесхозяйственности, развернувшуюся в советской прессе. В 1930 году активно создавались агитационные фильмы, разоблачающие бюрократизм и неорганизованность на производстве. «Полешко» стало одним из таких кинопамфлетов, построенных на гротескных ситуациях и эксцентрике.

## Утрата фильма
Фильм не сохранился — ни одной копии не обнаружено в Госфильмофонде. Вероятно, он был утерян или уничтожен в процессе хранения, как многие картины, снятые на нитратной плёнке. Однако сохранился детальный сценарий, опубликованный в сборнике «Из истории кино» (1974). Также известны несколько фотокадров со съёмочной площадки.

## Интересные факты
- «Полешко» — дебютная самостоятельная режиссёрская работа Александра Медведкина.
- Фильм считается первым в серии сатирических короткометражек Медведкина, среди которых также «Держи вора» (1930) и «Фрукты-овощи» (1931).
- В ленте использован приём гротеска: финальная сцена, где «вредителями» объявляют курицу и свинью, высмеивает поиск виновных там, где проблема вызвана халатностью.